# Rudolfovo (skupina)
Rudolfovo je bila uspešna novomeška rock skupina iz sedemdesetih let 20. stoletja. Ime je dobila po prvotnem, starem imenu Novega mesta.
Skupina je nastala leta 1975 in v juniju tega leta tudi prvič nastopila v novomeški gimnaziji. S skladbo Grem domov v Novo mesto so postali zmagovalci »Slovenske rock selekcije 76« in dobitniki nagrade »Zlati M« revije Mladina za najboljšo slovensko rock skupino 1976. Tega leta so nastopili tudi na prvem Rock Otočcu. Pri založbi Helidon  so posneli malo ploščo, kar je bil v tistih časih redek dosežek za slovenske skupine. To je bila tudi prva samostojna plošča in prvi studijski posnetki kake novomeške glasbene skupine. S skladba Grem domov v Novo mesto, za katero je besedilo napisal Drago Vovk, so Rudolfovci postali prva slovenska rock skupina, ki se zavihtela na vrh (tedaj) jugoslovanske lestvice revije Stop - Stop pops 20. Na B-strani pa je bila skladba »Gorjanska bajka« za katero je besedilo prispeval pesnik Severin Šali (oče Cveta Šalija). Skupina je imela zadnji koncert leta 1981 v novomeški športni dvorani Marof.
Razen male plošče je pri Založbi Sraka izšla tudi kaseta s studijskimi in nekaterimi koncertnimi posnetki. Leta 2000 pa je Založba Goga izdala na dveh cede ploščah in spremni knjižici Antologijo novomeškega rocka in popa 1977-1997, kjer sta dva njihova posnetka.
Skupina je bila vzor mnogim kasnejšim generacijam novomeških glasbenikov. 26. avgusta 2005 so se člani zbrali na koncertu v Novem mestu, kjer so skupaj s predskupino aktivnih novomeških glasbenikov, ki so si nadeli ime »Rudolfovo Tribute Band«, preigrali svoj repertoar.

## Zasedba
- Andrej Blažon - solo kitara, vokal
- Cveto Šali - solo kitara, vokal
- Borut Simič - flavta, saksofon
- Tom Bartelj - bas kitara, vokal
- Samo Kralj - bobni
- Franci Čelhar *,  Hammond orgle, (1976 - najet iz skupine Prizma)
- Milan Lončina - Čiro - klaviature (1980-1981)

## Znane skladbe
- Grem domov v Novo mesto
- Gorjanska bajka
- Trška gora
- Poletje
- V pristanišču
- Mlad je še
- Hitim
- Upanje